# Vacunación
La vacunación es la administración de una vacuna para ayudar al sistema inmunológico a desarrollar protección contra una enfermedad. Las vacunas contienen un microorganismo o virus en estado debilitado, vivo o muerto, o proteínas o toxinas del organismo. Al estimular la inmunidad adaptativa del cuerpo, ayudan a prevenir la enfermedad causada por una enfermedad infecciosa. Cuando se ha vacunado a un porcentaje suficientemente grande de la población, se produce la inmunidad colectiva. La inmunidad colectiva protege a quienes pueden estar inmunodeprimidos y no pueden recibir una vacuna porque incluso una versión debilitada los dañaría. La eficacia de la vacunación se ha estudiado y verificado ampliamente. La vacunación es el método más eficaz para prevenir enfermedades infecciosas; la inmunidad generalizada debida a la vacunación es en gran parte responsable de la erradicación mundial de la viruela y la eliminación de enfermedades como la poliomielitis y el tétanos en gran parte del mundo. Sin embargo, algunas enfermedades, han experimentado un aumento de casos debido a tasas de vacunación relativamente bajas en la década de 2010, atribuidas, en parte, a la controversia de las vacunas.
La primera enfermedad que la gente intentó prevenir mediante la inoculación fue probablemente la viruela, y el primer uso registrado de variolación ocurrió en el siglo XVI en China. También fue la primera enfermedad para la que se produjo una vacuna. Aunque al menos seis personas habían usado los mismos principios años antes, la vacuna contra la viruela fue inventada en 1796 por el médico inglés Edward Jenner. Fue el primero en publicar pruebas de su eficacia y en brindar asesoramiento sobre su producción. Louis Pasteur avanzó el concepto a través de su trabajo en microbiología. La inmunización se llamó vacunación porque se derivó de un virus que afecta a las vacas (en latín: vacca).   La viruela fue una enfermedad contagiosa y mortal que causaba la muerte del 20 al 60% de los adultos infectados y más del 80% de los niños infectados. Cuando la viruela fue finalmente erradicada en 1979, se estima que ya había matado a entre 300 y 500 millones de personas en el siglo XX.
La vacunación y la inmunización tienen un significado similar en el lenguaje cotidiano. Esto es distinto de la inoculación, que utiliza patógenos vivos no debilitados. Los esfuerzos de vacunación se han enfrentado con cierta reticencia por motivos científicos, éticos, políticos, de seguridad médica y religiosos, aunque ninguna religión importante se opone a la vacunación y algunas la consideran una obligación debido al potencial de salvar vidas.

## Mecanismo de funcionamiento

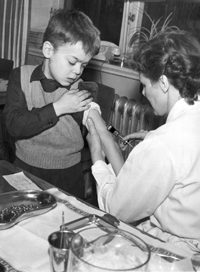
En Suecia, la vacunación contra la poliomielitis comenzó en 1957.

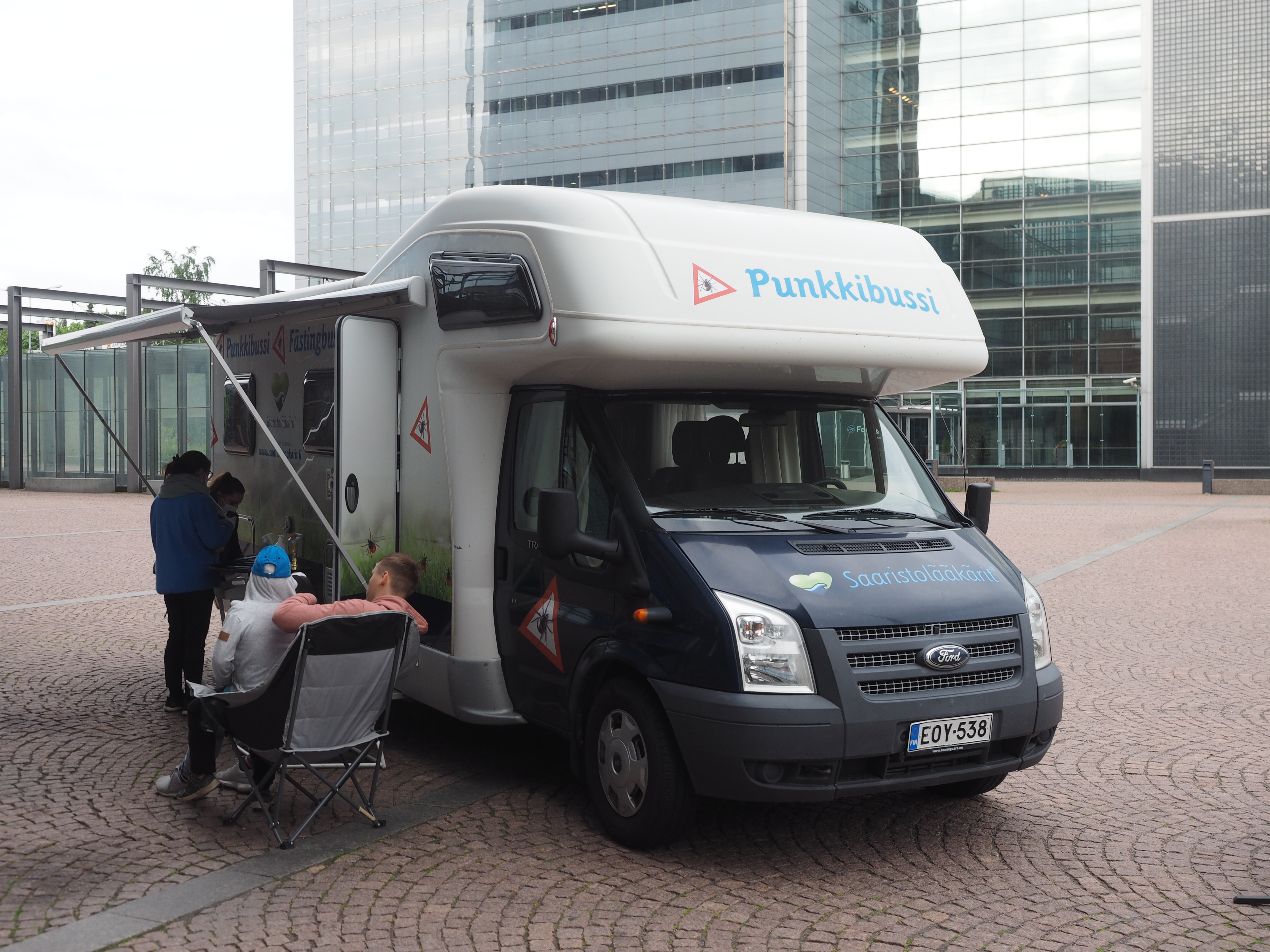
Un laboratorio de medicina móvil que proporciona vacunas contra enfermedades transmitidas por garrapatas.

Las vacunas son una forma de activar artificialmente el sistema inmunológico para protegerlo contra enfermedades infecciosas. La activación se produce mediante la preparación del sistema inmunológico con un inmunógeno. Estimular las respuestas inmunitarias con un agente infeccioso se conoce como inmunización. La vacunación incluye varias formas de administrar inmunógenos.
La mayoría de las vacunas se administran antes de que el paciente contraiga una enfermedad para ayudar a aumentar la protección futura. Sin embargo, algunas vacunas se administran después de que el paciente ya ha contraído una enfermedad. Se informa que las vacunas administradas después de la exposición a la viruela ofrecen cierta protección contra la enfermedad o pueden reducir la gravedad de la enfermedad. Louis Pasteur le dio la primera vacuna contra la rabia a un niño después de que lo mordiera un perro rabioso. Desde su descubrimiento, la vacuna contra la rabia ha demostrado ser eficaz para prevenir la rabia en humanos cuando se administra varias veces durante 14 días junto con inmunoglobulina antirrábica y cuidado de heridas. Otros ejemplos incluyen vacunas experimentales contra el sida, el cáncer y la enfermedad de Alzheimer. Estas inmunizaciones tienen como objetivo desencadenar una respuesta inmunitaria más rápidamente y con menos daño que la infección natural.
La mayoría de las vacunas se administran mediante inyección, ya que no se absorben de manera confiable a través de la vía digestiva . La poliomielitis viva atenuada, el rotavirus, algunas vacunas contra la fiebre tifoidea y algunas vacunas contra el cólera  pueden ser administradas por vía oral. Si bien la vacunación proporciona un efecto duradero, generalmente demora varias semanas en desarrollarse. Esto difiere de la inmunidad pasiva (la transferencia de anticuerpos, como en la lactancia), que tiene un efecto inmediato.
La falla de una vacuna es cuando un organismo contrae una enfermedad a pesar de estar vacunado contra ella. La falla primaria de la vacuna ocurre cuando el sistema inmunológico de un organismo no produce anticuerpos cuando se vacuna por primera vez. Las vacunas pueden fallar cuando se administran varias series y no producen una respuesta inmunitaria. El término "falla de la vacuna" no implica necesariamente que la vacuna sea defectuosa. La mayoría de los fallos de las vacunas se deben simplemente a variaciones individuales en la respuesta inmunitaria.

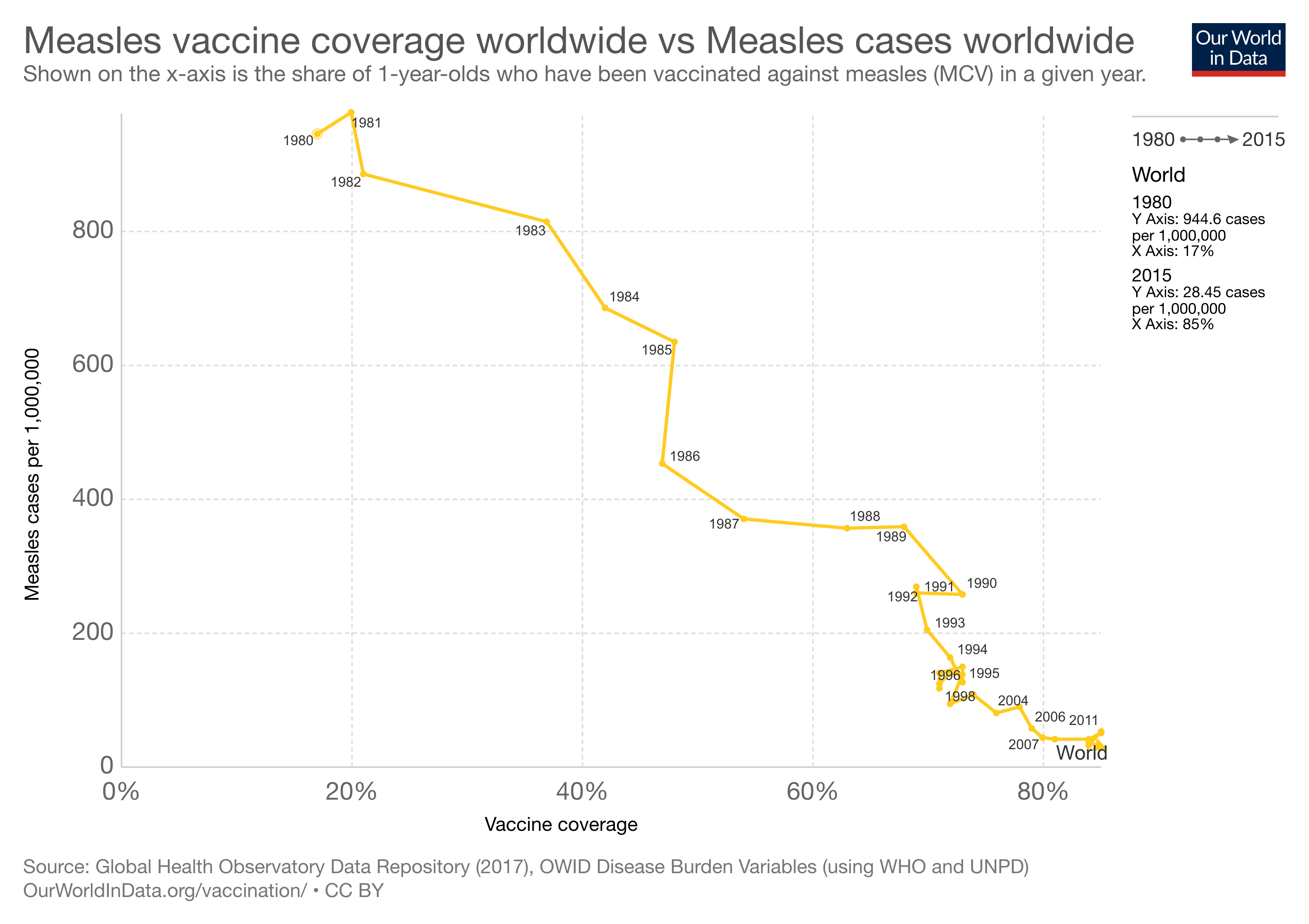
Tasa de infección por sarampión frente a tasa de vacunación, 1980-2011.

### Vacunación versus inoculación
El término inoculación se usa a menudo de manera intercambiable con vacunación. Sin embargo, los términos no son sinónimos. 
"La vacunación es el término más comúnmente utilizado, que en realidad consiste en una inyección 'segura' de una muestra tomada de una vaca que padece viruela vacuna... La inoculación, una práctica probablemente tan antigua como la propia enfermedad, es la inyección del virus variólico extraído de una pústula o costra de un enfermo de viruela en las capas superficiales de la piel, comúnmente en la parte superior del brazo del sujeto. A menudo, la inoculación se realizó "brazo a brazo" o, con menor eficacia, "costra a brazo"... "
La inoculación a menudo provocó que el paciente se infectara con viruela y, en algunos casos, la infección se convirtió en un caso grave.
Las aplicaciones confirmadas de inoculación para la viruela ocurrieron en China en la década de 1550.
Las vacunas comenzaron en el siglo XVIII con el trabajo de Edward Jenner y la vacuna contra la viruela.

## Seguridad

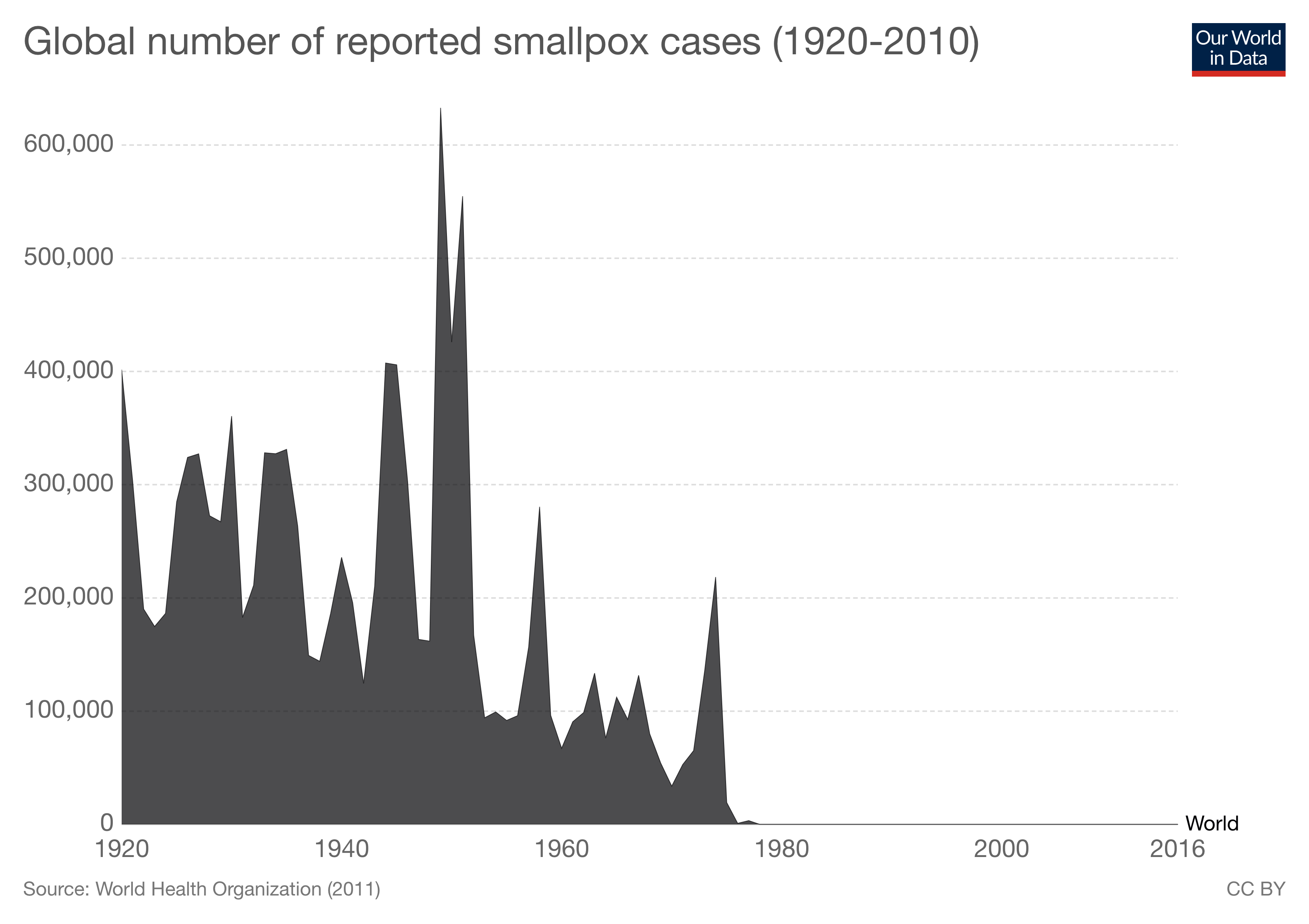
Casos mundiales de viruela desde 1920 hasta 2010.

### Desarrollo y aprobación de vacunas
Al igual que cualquier medicamento o procedimiento, ninguna vacuna puede ser 100% segura o eficaz para todos porque el cuerpo de cada persona puede reaccionar de manera diferente. Si bien los efectos secundarios menores, como dolor o fiebre baja, son relativamente comunes, los efectos secundarios graves son muy raros y ocurren en aproximadamente 1 de cada 100 000 vacunas y generalmente involucran reacciones alérgicas que pueden causar urticaria o dificultad para respirar. Sin embargo, las vacunas son las más seguras en la historia y cada vacuna se somete a rigurosos ensayos clínicos para garantizar su seguridad y eficacia antes de la aprobación  la FDA y otros organismos reguladores (p.e. la Agencia Europea de Medicamentos [EMA).
Antes de las pruebas en humanos, las vacunas se procesan a través de algoritmos informáticos para modelar cómo interactuarán con el sistema inmunológico y se prueban en células en un cultivo. Durante la siguiente ronda de pruebas, los investigadores estudian las vacunas en animales, incluidos ratones, conejos, cobayas y monos.  Las vacunas que pasan cada una de estas etapas de prueba son aprobadas por los organismos reguladores  para iniciar una serie de pruebas en humanos de tres fases, avanzando a fases superiores solo si se consideran seguras y efectivas en la fase anterior. Las personas en estos ensayos participan voluntariamente y deben demostrar que comprenden el propósito del estudio y los riesgos potenciales. 
Durante los ensayos de fase I, se prueba una vacuna en un grupo de aproximadamente 20 personas con el objetivo principal de evaluar la seguridad de la vacuna. Los ensayos de fase II amplían las pruebas para incluir de 50 a varios cientos de personas. Durante esta etapa, se sigue evaluando la seguridad de la vacuna y los investigadores también recopilan datos sobre la eficacia y la dosis ideal de la vacuna.  Las vacunas que se determina que son seguras y eficaces luego avanzan a los ensayos de fase III, que se centra en la eficacia de la vacuna en cientos o miles de voluntarios. Esta fase puede tardar varios años en completarse y los investigadores aprovechan esta oportunidad para comparar a los voluntarios vacunados con los que no han sido vacunados para resaltar las verdaderas reacciones que se produzcan a la vacuna.
Si una vacuna pasa todas las fases de prueba, el fabricante puede solicitar la licencia de la vacuna a través de los organismos reguladores. Antes de que se apruebe el uso en el público en general, revisan exhaustivamente los resultados de los ensayos clínicos, pruebas de seguridad, pruebas de pureza y métodos de fabricación y establecen que el fabricante mismo cumple con los estándares gubernamentales en muchas otras áreas. Sin embargo, las pruebas de seguridad de las vacunas nunca terminan.
Después de la aprobación , se continúa monitoreando los protocolos de fabricación, la pureza de los lotes y la propia planta de fabricación. Además, la mayoría de las vacunas también se someten a ensayos de fase IV, que monitorean la seguridad y eficacia de las vacunas en decenas de miles de personas, o más, a lo largo de muchos años. Esto permite detectar y evaluar reacciones retardadas o muy raras.

### Efectos secundarios
Los Centros para el Control y la Prevención de Enfermedades (CDC) han compilado una lista de vacunas y sus posibles efectos secundarios. El riesgo de efectos secundarios varía de una vacuna a otra, pero a continuación se muestran ejemplos de efectos secundarios y su tasa aproximada de ocurrencia con la vacuna contra la difteria, el tétanos y la tos ferina acelular (DTaP), una vacuna infantil común.
Efectos secundarios leves (frecuentes)
- Fiebre leve (1 de cada 4)
- Enrojecimiento, dolor, hinchazón en el lugar de la inyección (1 de cada 4)
- Fatiga, falta de apetito (1 de cada 10)
- Vómitos (1 de cada 50)

Efectos secundarios moderados (poco frecuentes)
- Convulsiones (1 en 14.000)
- Fiebre alta (más de 105 °F) (1 en 16.000)

Efectos secundarios graves (raros)
- Reacción alérgica grave (1 de cada 1.000.000)
- Se han informado otros problemas graves que incluyen convulsiones a largo plazo, coma, daño cerebral, pero son tan raros que no es posible saber si son de la vacuna o no.

Ciertas vacunas han tenido resultados adversos identificados después de ser utilizadas en programas de vacunación masiva. En 1976, en los Estados Unidos, se suspendió un programa de vacunación masiva con la vacuna contra la gripe porcina después de casos de síndrome de Guillain-Barré. William Foege de los CDC estimó que la incidencia de Guillain-Barré fue cuatro veces mayor en las personas vacunadas que en las que no recibieron la vacuna contra la gripe porcina.
Se descubrió que la dengvaxia, la única vacuna aprobada para la fiebre del dengue, aumenta 1,58 veces el riesgo de hospitalización por dengue en niños de 9 años o menos, lo que resultó en la suspensión de un programa de vacunación masiva en Filipinas en 2017.
Pandemrix, una vacuna para la pandemia H1N1 de 2009 que se administró a alrededor de 31 millones de personas tenía un nivel más alto de eventos adversos que las vacunas alternativas que dieron lugar a acciones legales. En respuesta a los informes de narcolepsia después de la inmunización con Pandemrix, los CDC llevaron a cabo un estudio poblacional y encontraron que las vacunas contra la gripe H1N1 2009 aprobadas por la FDA no se asociaron con un mayor riesgo de trastorno neurológico.

### Ingredientes
Los ingredientes de las vacunas pueden variar mucho de una a otra y no hay dos vacunas iguales. Los CDC ha compilado una lista de vacunas y sus ingredientes.

#### Aluminio
El aluminio es un ingrediente adyuvante en algunas vacunas. Un adyuvante es un tipo de ingrediente que se usa para ayudar al sistema inmunológico del cuerpo a crear una respuesta inmunológica más fuerte después de recibir la vacuna. El aluminio está en forma de sal (la versión iónica de un elemento) y se usa en los siguientes compuestos: hidróxido de aluminio, fosfato de aluminio y sulfato de aluminio y potasio. Para un elemento dado, la forma iónica tiene propiedades diferentes a las de la forma elemental. Aunque es posible tener toxicidad por aluminio, las sales de aluminio se han utilizado de forma eficaz y segura desde la década de 1930, cuando se utilizaron por primera vez con las vacunas contra la difteria y el tétanos.  Aunque existe un pequeño aumento en la posibilidad de tener una reacción local a una vacuna con una sal de aluminio (enrojecimiento, dolor e hinchazón), no existe un mayor riesgo de reacciones graves.

#### Mercurio
Algunas vacunas contienen un compuesto llamado timerosal, que es un compuesto orgánico que contiene mercurio. El mercurio se encuentra comúnmente en dos formas que se diferencian por el número de grupos de carbono en su estructura química. El metilmercurio (un grupo de carbono) se encuentra en el pescado y es la forma que la gente suele ingerir, mientras que el etilmercurio (dos grupos de carbono) es la forma que se encuentra en el timerosal. Aunque los dos tienen compuestos químicos similares, no tienen las mismas propiedades químicas e interactúan con el cuerpo humano de manera diferente. El etilmercurio se elimina del cuerpo más rápido que el metilmercurio y es menos probable que cause efectos tóxicos. 
El timerosal se usa para prevenir el crecimiento de bacterias y hongos en viales que contienen más de una dosis de una vacuna. Esto ayuda a reducir el riesgo de infecciones potenciales o enfermedades graves que podrían ocurrir por la contaminación de un vial de vacuna. Aunque existe un pequeño aumento en el riesgo de enrojecimiento e hinchazón en el lugar de la inyección con las vacunas que contienen timerosal, no existe un mayor riesgo de daños graves, incluido el autismo. Aunque la evidencia respalda la seguridad y eficacia del timerosal en las vacunas, el timerosal se eliminó de las vacunas infantiles en los Estados Unidos en 2001 como medida de precaución. 

### Vigilancia
| Iniciativas de la Oficina de Seguridad de las Inmunizaciones de los CDC      | Organizaciones gubernamentales                                                                                             | Organizaciones no gubernamentales                     |
| ---------------------------------------------------------------------------- | --- | ----------------------------------------------------- |
| Sistema de notificación de reacciones adversas a las vacunas (VAERS)         | Centro de Evaluación e Investigación de Productos Biológicos (CBER) de la Administración de Alimentos y Medicamentos (FDA) | Coalición de Acción de Inmunización (IAC)             |
| Enlace de datos de seguridad de vacunas (VSD)                                | Administración de servicios y recursos de salud (HRSA)                                                                     | Instituto de Prácticas Seguras de Medicamentos (ISMP) |
| Proyecto de evaluación de la seguridad de las inmunizaciones clínicas (CISA) | Institutos Nacionales de Salud (NIH)                                                                                       |                                                       |
| Preparación para emergencias para la seguridad de las vacunas                | Oficina del Programa Nacional de Vacunas (NVPO)                                                                            |                                                       |

Los protocolos de administración, la eficacia y los eventos adversos de las vacunas son monitoreados por organizaciones gubernamentales,y agencias independientes, que  revalúan constantemente las prácticas de las vacunas. Al igual que con todos los medicamentos, el uso de la vacuna está determinado por la investigación de salud pública, la vigilancia y la notificación a los gobiernos y al público.

## Uso

Proporción de niños que recibieron vacunas clave en 2016.

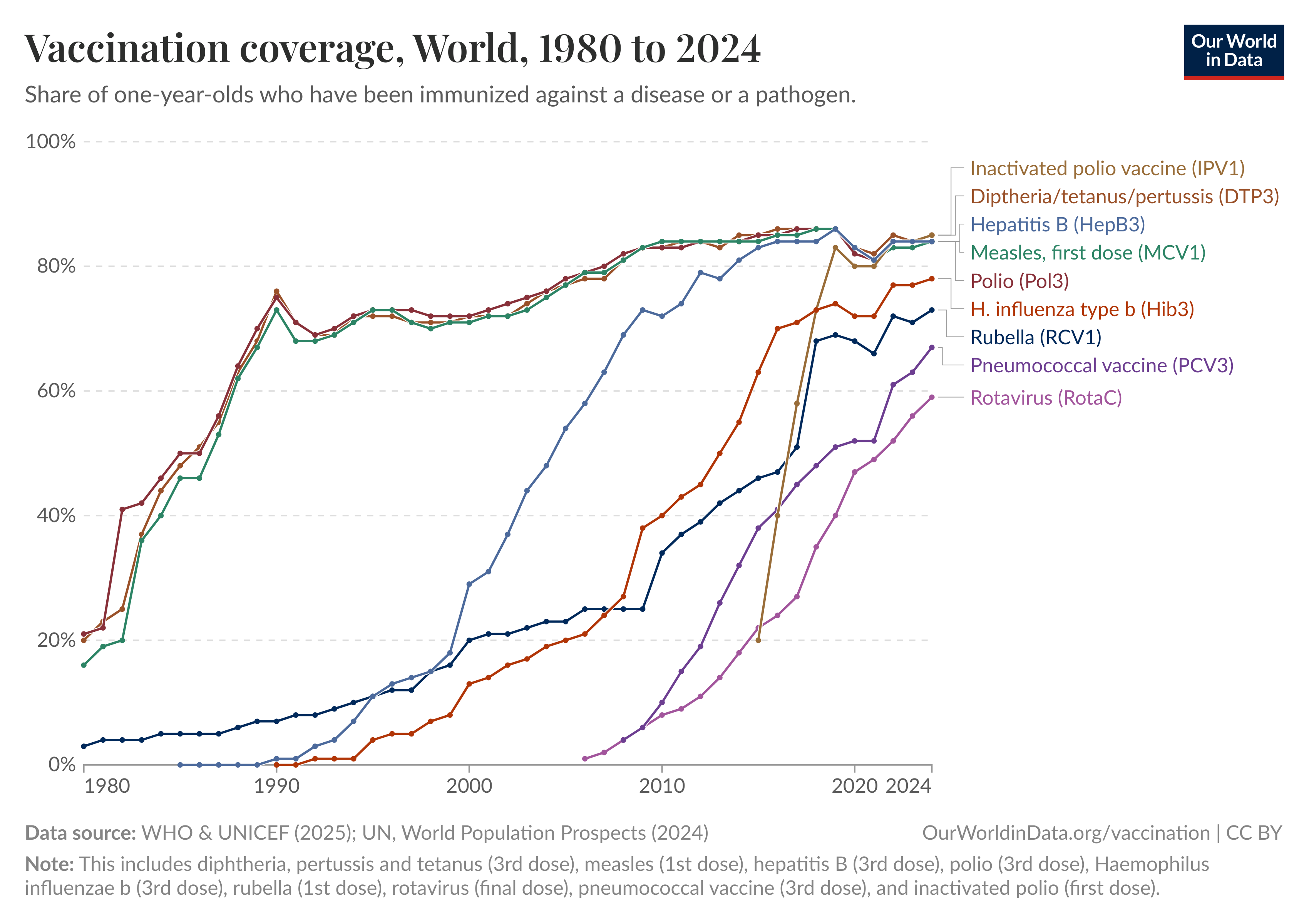
Cobertura mundial de vacunación de 1980 a 2019 entre los niños de un año

La Organización Mundial de la Salud (OMS) estima que la vacunación evita entre 2 y 3 millones de muertes por año (en todos los grupos de edad) y hasta 1,5 millones de niños mueren cada año debido a enfermedades que podrían haberse prevenido mediante la vacunación. Calculan que el 29% de las muertes de niños menores de cinco años en 2013 fueron prevenibles con vacunas. En otras partes del mundo en desarrollo, se enfrentan al desafío de tener una menor disponibilidad de recursos y vacunas. Países como los de África subsahariana no pueden permitirse el lujo de proporcionar la gama completa de vacunas infantiles.

### Estados Unidos
Las vacunas han provocado importantes reducciones en la prevalencia de enfermedades infecciosas en los Estados Unidos. En 2007, los estudios sobre la eficacia de las vacunas en las tasas de mortalidad o morbilidad de las personas expuestas a diversas enfermedades mostraron una disminución de casi el 100% en las tasas de mortalidad y una disminución de aproximadamente un 90% en las tasas de exposición. Esto ha permitido que organizaciones y estados específicos adopten estándares para las vacunas recomendadas para la primera infancia. Las familias de bajos ingresos que no pueden pagar las vacunas de otra manera cuentan con el apoyo de estas organizaciones y de leyes gubernamentales específicas. El Programa de Vacunas para Niños y la Ley del Seguro Social son dos actores principales en el apoyo a los grupos socioeconómicos más bajos.
En 2000, los CDC declararon que el sarampión se había eliminado en los EE. UU. (definido como ausencia de transmisión de la enfermedad durante 12 meses continuos). Sin embargo, con el creciente movimiento contra las vacunas, Estados Unidos vio un resurgimiento de ciertas enfermedades prevenibles con vacunas. El virus del sarampión perdió su estado de eliminación en los EE. UU., ya que el número de casos de sarampión continúa aumentando en los últimos años con un total de 17 brotes en 2018 y 465 brotes en 2019 (al 4 de abril de 2019).

## Historia

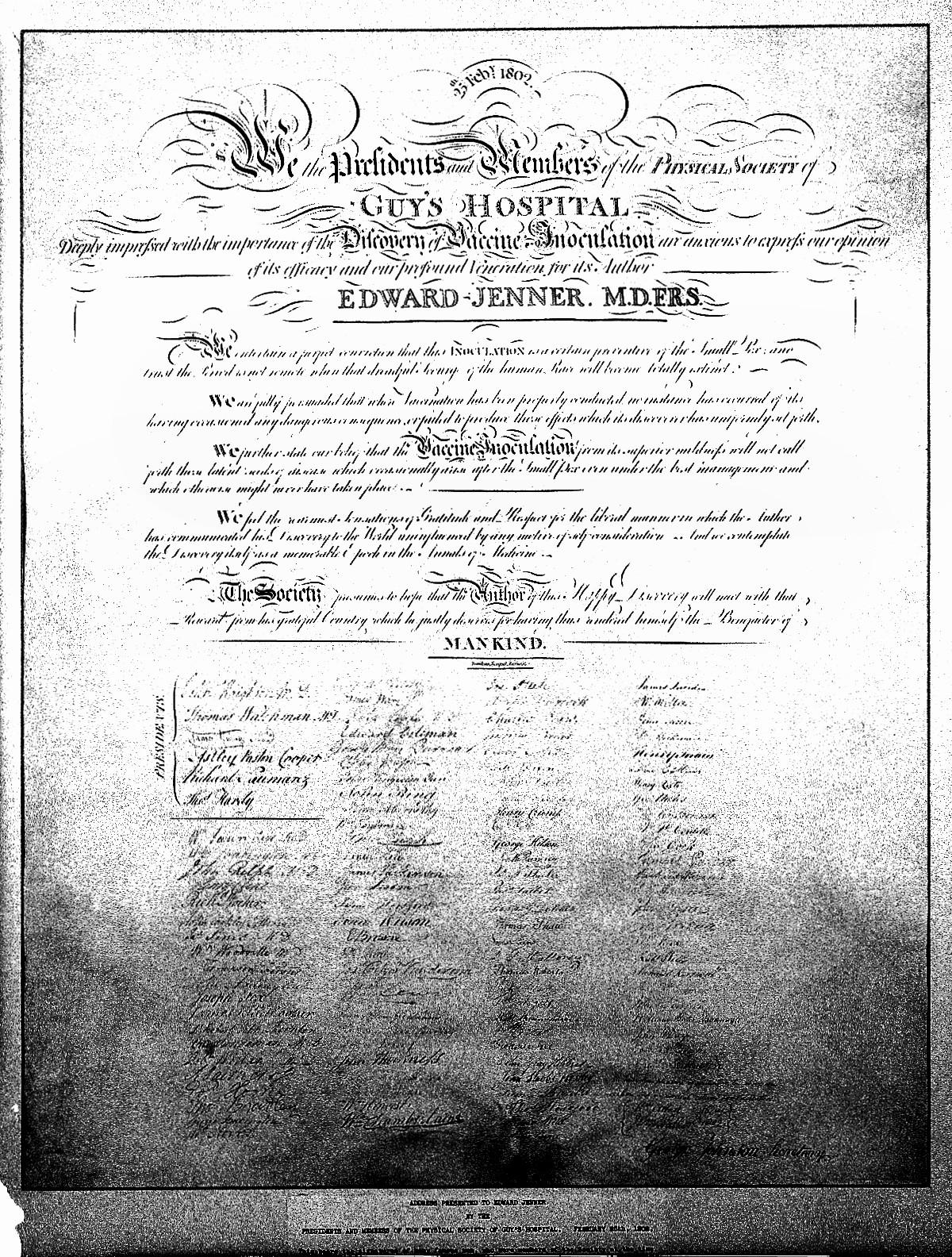
Testimonio de Jenner de 1802 sobre la eficacia de la vacunación, firmado por 112 miembros de la Physical Society, Londres

Edward Jenner, un médico de Berkeley en Gloucestershire, estableció el procedimiento de vacunación introduciendo material de una vesícula de viruela vacuna en Sarah Nelmes, una lechera, en el brazo de un niño llamado James Phipps. Dos meses después, inoculó al niño con viruela y la enfermedad no se desarrolló. En 1798, Jenner publicó Una investigación sobre las causas y efectos de las Variolae Vacciniae, que generó un gran interés. Distinguió la viruela vacuna "verdadera" y "espuria" (que no produjo el efecto deseado) y desarrolló un método "brazo a brazo" para propagar la vacuna a partir de la pústula del individuo vacunado. Los primeros intentos de confirmación se vieron confundidos por la contaminación con viruela, pero a pesar de la controversia dentro de la profesión médica y la oposición religiosa al uso de material animal, en 1801 su informe se tradujo a seis idiomas y se vacunó a más de 100.000 personas. El término vacunación fue acuñado en 1800 por el cirujano Richard Dunning en su texto Algunas observaciones sobre la vacunación.

En 1802, el médico Helenus Scott vacunó a decenas de niños en Bombay. Ese mismo año, Scott escribió una carta al editor en el Bombay Courier, declarando que 
...ahora tenemos el poder de comunicar los beneficios de este importante descubrimiento a todas las partes de la India, quizás a China y al mundo oriental. 
Posteriormente, la vacunación se estableció firmemente en la India británica. Se inició una campaña de vacunación en la nueva colonia británica de Ceilán en 1803. En 1807, los británicos habían vacunado a más de un millón de indios y de Sri Lanka contra la viruela. Tras una epidemia de viruela en 1816, el Reino de Nepal ordenó la vacuna contra la viruela y solicitó al veterinario inglés William Moorcroft que ayudara a lanzar una campaña de vacunación. Ese mismo año se aprobó en Suecia una ley que exige la vacunación de los niños contra la viruela antes de los dos años. Prusia introdujo brevemente la vacunación obligatoria en 1810 y nuevamente en la década de 1920, pero decidió no aprobar una ley de vacunación obligatoria en 1829. En la década de 1820 se introdujo una ley sobre la vacunación obligatoria contra la viruela en la provincia de Hannover. Tras una epidemia de viruela en 1837 que causó 40.000 muertes, el gobierno británico inició una política de vacunación concentrada, comenzando con la Ley de Vacunación de 1840, que preveía la vacunación universal y prohibía la variolación. La Ley de Vacunación de 1853 introdujo la vacunación obligatoria contra la viruela en Inglaterra y Gales. La ley siguió a un severo brote de viruela en 1851 y 1852. Estableció que las autoridades de la ley de los pobres continuarían distribuyendo la vacuna a todos de forma gratuita, pero que la red de registradores de nacimientos mantendría registros de los niños vacunados. En ese momento se aceptó que la vacunación voluntaria no había reducido la mortalidad por viruela, pero la Ley de Vacunación de 1853 se implementó tan mal que tuvo poco impacto en el número de niños vacunados en Inglaterra y Gales.

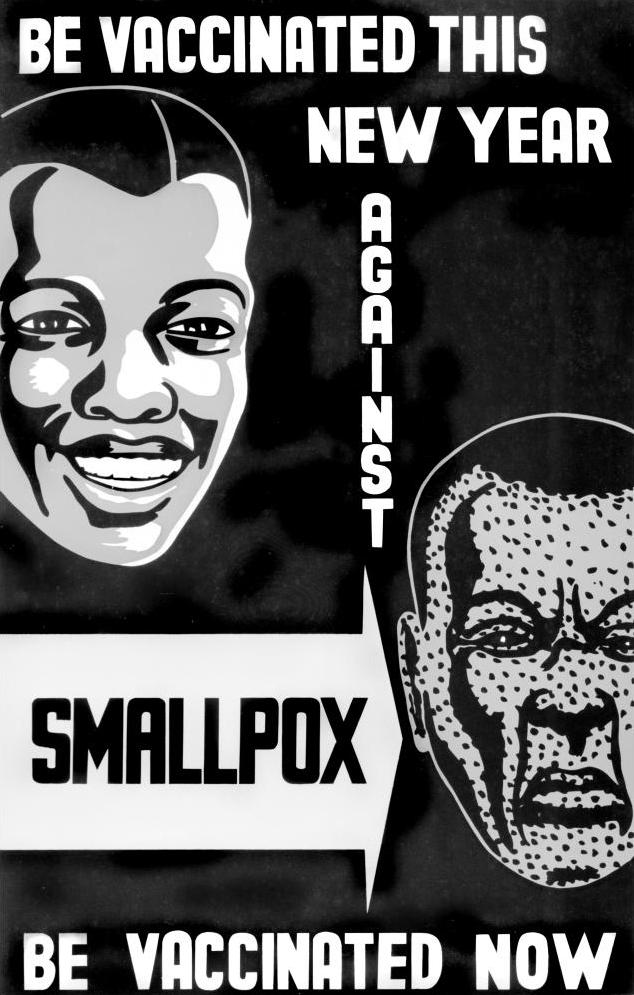
Un cartel de Lagos, Nigeria, para promover la erradicación mundial de la viruela.

En los Estados Unidos, las leyes de vacunación obligatoria se mantuvieron en el caso histórico de 1905 Jacobson v. Massachusetts por la Corte Suprema de Estados Unidos. La Corte Suprema dictaminó que las leyes podrían requerir la vacunación para proteger al público de enfermedades transmisibles peligrosas. Sin embargo, en la práctica, Estados Unidos tuvo la tasa más baja de vacunación entre las naciones industrializadas a principios del siglo XX. Las leyes de vacunación obligatoria comenzaron a aplicarse en los Estados Unidos después de la Segunda Guerra Mundial. En 1959, la Organización Mundial de la Salud (OMS) pidió la erradicación de la viruela en todo el mundo, ya que la viruela todavía era endémica en 33 países. En la década de 1960, de seis a ocho niños morían cada año en los Estados Unidos por complicaciones relacionadas con la vacunación. Según la OMS, en 1966 se produjeron alrededor de 100 millones de casos de viruela en todo el mundo, causando aproximadamente dos millones de muertes. En la década de 1970, el riesgo de contraer viruela era tan pequeño que el Servicio de Salud Pública de los Estados Unidos recomendó que se pusiera fin a la vacunación antivariólica de rutina. En 1974, el programa de vacunación contra la viruela de la OMS había limitado la viruela a partes de Pakistán, India, Bangladés, Etiopía y Somalia. En 1977, la OMS registró el último caso de infección por viruela adquirida fuera de un laboratorio en Somalia. En 1980, la OMS declaró oficialmente al mundo libre de viruela.
En 1974, la OMS adoptó el objetivo de la vacunación universal para 1990 para proteger a los niños contra seis enfermedades infecciosas prevenibles: sarampión, poliomielitis, difteria, tos ferina, tétanos y tuberculosis. En la década de 1980, solo entre el 20 y el 40 por ciento de los niños de los países en desarrollo estaban vacunados contra estas seis enfermedades. En los países ricos, el número de casos de sarampión se redujo drásticamente después de la introducción de la vacuna contra el sarampión en 1963. Las cifras de la OMS demuestran que en muchos países una disminución de la vacunación contra el sarampión conduce a un resurgimiento de los casos de sarampión. El sarampión es tan contagioso que los expertos en salud pública creen que se necesita una tasa de vacunación del 100 por ciento para controlar la enfermedad. A pesar de décadas de vacunación masiva, la poliomielitis sigue siendo una amenaza en India, Nigeria, Somalia, Níger, Afganistán, Bangladés e Indonesia. En 2006, los expertos en salud mundial llegaron a la conclusión de que la erradicación de la poliomielitis solo era posible si se mejoraba el suministro de agua potable y las instalaciones de saneamiento en los barrios marginales. El despliegue de una vacuna DPT combinada contra la difteria, la tos ferina (tos ferina) y el tétanos en la década de 1950 se consideró un avance importante para la salud pública. Pero en el curso de las campañas de vacunación que se extendieron por décadas, las vacunas DPT se asociaron con una alta incidencia de efectos secundarios. A pesar de que las vacunas DPT mejoradas llegaron al mercado en la década de 1990, las vacunas DPT se convirtieron en el centro de las campañas contra la vacunación en las naciones ricas. A medida que disminuyeron las tasas de inmunización, aumentaron los brotes de tos ferina en muchos países.
En 2000, se estableció la Alianza Global para Vacunas e Inmunización para fortalecer las vacunaciones de rutina e introducir vacunas nuevas y subutilizadas en países con un PIB per cápita de menos de US $ 1000.

## Política de vacunación

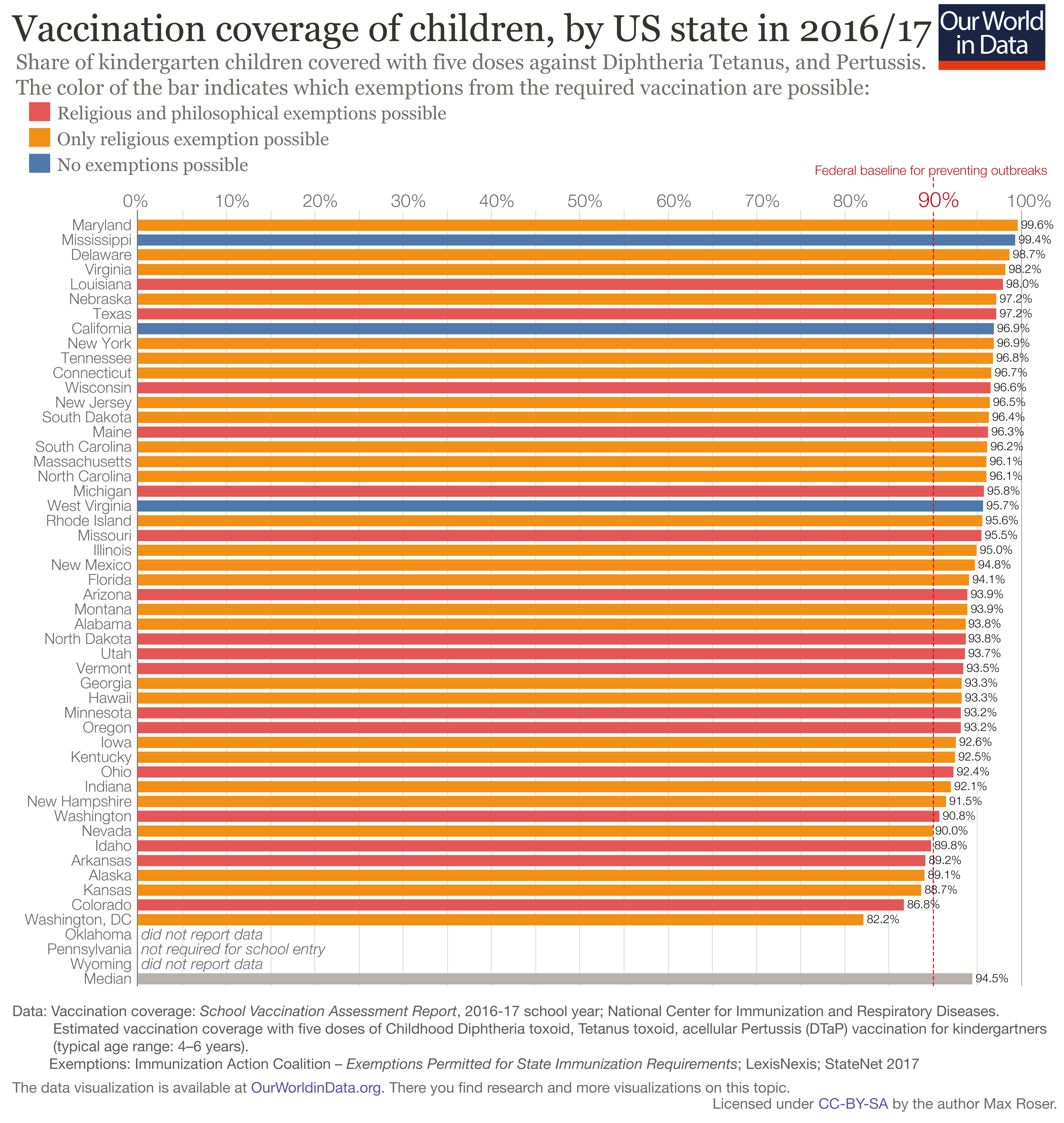
Tasa de vacunación por estado de EE. UU., incluidas las exenciones permitidas por el estado en 2017

Para eliminar el riesgo de brotes de algunas enfermedades, en diversas ocasiones los gobiernos y otras instituciones han empleado políticas que exigen la vacunación de todas las personas. Por ejemplo, una ley de 1853 requirió la vacunación universal contra la viruela en Inglaterra y Gales, con multas impuestas a las personas que no cumplieran. Las políticas de vacunación estadounidenses contemporáneas comunes requieren que los niños reciban las vacunas recomendadas antes de ingresar a la escuela pública.
A partir de la vacunación temprana en el siglo XIX, estas políticas fueron resistidas por una variedad de grupos, denominados colectivamente antivacunas, que objetan por motivos científicos, éticos, políticos, de seguridad médica, religiosos y de otro tipo. Las objeciones comunes son que las vacunas no funcionan, que la vacunación obligatoria constituye una intervención gubernamental excesiva en asuntos personales o que las vacunas propuestas no son lo suficientemente seguras. Muchas políticas de vacunación modernas permiten exenciones para las personas que tienen sistemas inmunológicos comprometidos, alergias a los componentes utilizados en las vacunas u objeciones muy arraigadas.
En países con recursos económicos limitados, la cobertura de vacunación limitada resulta en una mayor morbilidad y mortalidad por enfermedades infecciosas. Los países más ricos pueden subsidiar las vacunas para los grupos en riesgo, lo que se traduce en una cobertura más completa y eficaz. En Australia, por ejemplo, el Gobierno subvenciona las vacunas para personas mayores y australianos indígenas. 
Public Health Law Research, una organización independiente con sede en EE. UU., informó en 2009 que no hay evidencia suficiente para evaluar la efectividad de requerir vacunas como condición para trabajos específicos como un medio para reducir la incidencia de enfermedades específicas entre poblaciones particularmente vulnerables; que hay suficiente evidencia que respalda la efectividad de requerir vacunas como condición para asistir a las guarderías y escuelas; y que hay pruebas sólidas que respaldan la eficacia de las órdenes permanentes, que permiten a los trabajadores de la salud sin autoridad para recetar administrar la vacuna como una intervención de salud pública.

### Litigio
Las denuncias de lesiones por vacunas en las últimas décadas han aparecido en litigios en los Estados Unidos. Algunas familias han ganado pagos sustanciales de jurados comprensivos, aunque la mayoría de los funcionarios de salud pública han dicho que las afirmaciones de lesiones eran infundadas. En respuesta, varios fabricantes de vacunas detuvieron la producción, que el gobierno de EE. UU. creía que podría ser una amenaza para la salud pública, por lo que se aprobaron leyes para proteger a los fabricantes de las responsabilidades derivadas de las reclamaciones por lesiones de vacunas.  Se han probado la seguridad y los efectos secundarios de múltiples vacunas para mantener la viabilidad de las vacunas como barrera contra la enfermedad. La vacuna contra la influenza se probó en ensayos controlados y se demostró que tiene efectos secundarios insignificantes iguales a los de un placebo. Algunas preocupaciones de las familias pueden haber surgido de creencias y normas sociales que les hacen desconfiar o rechazar las vacunas, lo que contribuye a esta discrepancia en los efectos secundarios que no tenían fundamento.

### Oposición

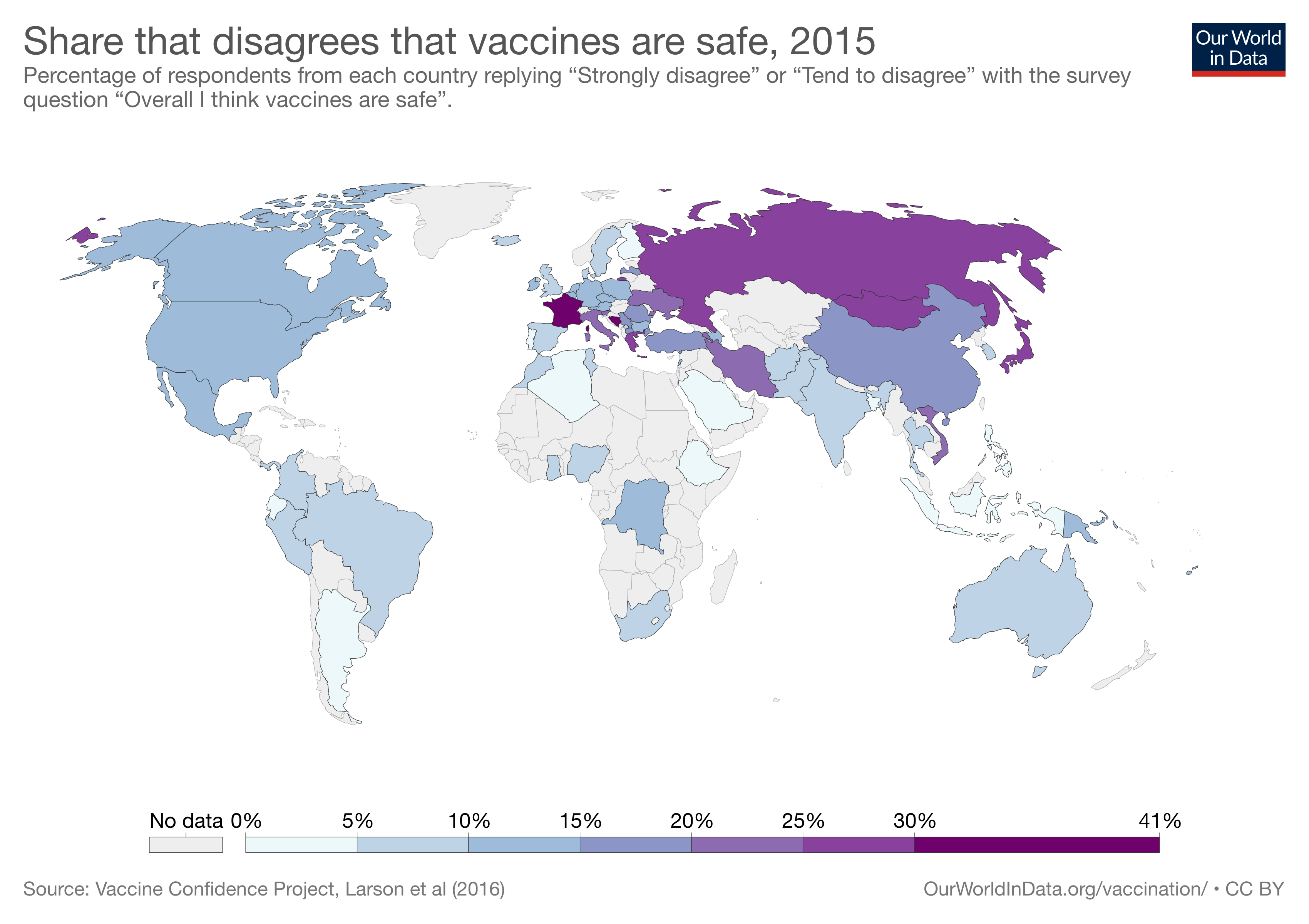
Encuesta mundial en 67 países que responde a la pregunta: "En general, creo que las vacunas son seguras". Esta imagen muestra la distribución de las respuestas que respondieron "Totalmente en desacuerdo" o "Tienden a estar en desacuerdo" con la afirmación anterior.

La oposición a la vacunación, de una amplia gama de críticos de la vacuna, ha existido desde las primeras campañas de vacunación. Está ampliamente aceptado que los beneficios de prevenir enfermedades graves y la muerte por enfermedades infecciosas superan en gran medida los riesgos de efectos adversos graves poco frecuentes después de la vacunación. Algunos estudios han afirmado mostrar que los programas de vacunación actuales aumentan la mortalidad infantil y las tasas de hospitalización; esos estudios, sin embargo, son de naturaleza correlacional y, por lo tanto, no pueden demostrar efectos causales, y los estudios también han sido criticados por seleccionar las comparaciones que informan, por ignorar las tendencias históricas que apoyan una conclusión opuesta y por contar vacunas de una manera que es "completamente arbitraria y plagada de errores".
Han surgido varias disputas sobre la moralidad, la ética, la eficacia y la seguridad de la vacunación. Algunos críticos de la vacunación dicen que las vacunas son ineficaces contra la enfermedad o que los estudios de seguridad de las vacunas son inadecuados.  Algunos grupos religiosos no permiten la vacunación, y algunos grupos políticos se oponen a la vacunación obligatoria por motivos de libertad individual. En respuesta, se ha expresado la preocupación de que la difusión de información infundada sobre los riesgos médicos de las vacunas aumenta las tasas de infecciones potencialmente mortales, no solo en los niños cuyos padres se negaron a vacunarse, sino también en aquellos que no pueden ser vacunados debido a la edad o la inmunodeficiencia, que podría contraer infecciones de portadores no vacunados (ver inmunidad colectiva). Algunos padres creen que las vacunas causan autismo, aunque no hay evidencia científica que apoye esta idea. En 2011, se descubrió que Andrew Wakefield, uno de los principales defensores de la teoría de que la vacuna MMR causa autismo, estaba motivado económicamente para falsificar datos de investigación y, posteriormente, fue despojado de su licencia médica. En los Estados Unidos, las personas que rechazan las vacunas por razones no médicas representan un gran porcentaje de los casos de sarampión y los casos posteriores de pérdida auditiva permanente y muerte causada por la enfermedad.
Muchos padres no vacunan a sus hijos porque sienten que las enfermedades ya no están presentes debido a la vacunación. Esta es una suposición falsa, ya que las enfermedades controladas por los programas de inmunización pueden regresar y lo hacen si se abandona la inmunización. Estos patógenos posiblemente podrían infectar a las personas vacunadas, debido a la capacidad del patógeno para mutar cuando puede vivir en huéspedes no vacunados. En 2010, California tuvo el peor brote de tos ferina en 50 años. Un posible factor contribuyente fue que los padres decidieron no vacunar a sus hijos. También hubo un caso en Texas en 2012 en el que 21 miembros de una iglesia contrajeron sarampión porque optaron por no vacunarse. 

#### Vacunación y autismo
La noción de una conexión entre las vacunas y el autismo se originó en un artículo de 1998 publicado en The Lancet, cuyo autor principal era el médico Andrew Wakefield. Su estudio concluyó que ocho de los 12 pacientes (de 3 a 10 años) desarrollaron síntomas conductuales compatibles con el autismo después de la vacuna MMR (una inmunización contra el sarampión, las paperas y la rubéola).  El artículo fue ampliamente criticado por falta de rigor científico y se comprobó que Wakefield falsificó datos en el artículo.  En 2004, 10 de los 12 coautores originales (sin incluir a Wakefield) publicaron una retractación del artículo y declararon lo siguiente: 
"Deseamos dejar en claro que en este artículo no se estableció un vínculo causal entre la vacuna MMR y el autismo, ya que los datos eran insuficientes". 
En 2010, The Lancet se retractó oficialmente del artículo afirmando que varios elementos del artículo eran incorrectos, incluidos datos y protocolos falsificados. Este artículo de The Lancet ha provocado un movimiento antivacunación mucho mayor, particularmente en los Estados Unidos. Aunque el artículo era fraudulento y fue retirado, muchos padres creen que las vacunas pueden causar autismo.
Hasta la fecha, todos los estudios validados y definitivos han demostrado que no existe una correlación entre las vacunas y el autismo. Uno de los estudios publicados en 2015 confirma que no existe un vínculo entre el autismo y la vacuna MMR. Los bebés recibieron un plan de salud, que incluía una vacuna MMR, y fueron estudiados continuamente hasta que cumplieron los 5 años. No hubo un vínculo entre la vacuna y los niños que tenían un hermano con desarrollo normal o un hermano que tenía autismo, lo que los hacía un mayor riesgo de desarrollar autismo ellos mismos.
Puede resultar difícil corregir la memoria de los seres humanos cuando se recibe información incorrecta antes de corregir la información. Aunque hay mucha evidencia que va en contra del estudio de Wakefield y la mayoría de los coautores publicaron retractaciones, muchos continúan creyendo y basando sus decisiones en él, ya que aún perdura en su memoria. Se están realizando estudios e investigaciones para determinar formas efectivas de corregir la información errónea en la memoria pública. Dado que el estudio de Wakefield se publicó hace más de 20 años, puede resultar más fácil para las nuevas generaciones recibir una educación adecuada sobre las vacunas. Un porcentaje muy pequeño de personas tiene reacciones adversas a las vacunas y, si hay una reacción, a menudo es leve. Estas reacciones no incluyen el autismo.

## Rutas de administración
La administración de una vacuna puede ser oral, por inyección (intramuscular, intradérmica, subcutánea), por punción, transdérmica o intranasal. Varios ensayos clínicos recientes han tenido como objetivo administrar las vacunas a través de las superficies mucosas para que sean absorbidas por el sistema de inmunidad mucosal común, evitando así la necesidad de inyecciones.

## Economía de la vacunación
La salud se utiliza a menudo como una de las métricas para determinar la prosperidad económica de un país. Esto se debe a que las personas más sanas suelen estar mejor preparadas para contribuir al desarrollo económico de un país que las personas enfermas. Hay muchas razones para esto. Por ejemplo, una persona que está vacunada contra la influenza no solo se protege a sí misma del riesgo de influenza, sino que al mismo tiempo también se evita infectar a quienes la rodean. Esto conduce a una sociedad más saludable, lo que permite que las personas sean más productivas económicamente. En consecuencia, los niños pueden asistir a la escuela con más frecuencia y se ha demostrado que obtienen mejores resultados académicos. Del mismo modo, los adultos pueden trabajar con más frecuencia, de manera más eficiente y más eficaz.

### Costos y beneficios
En general, las vacunas generan un beneficio neto para la sociedad. Las vacunas a menudo se destacan por sus altos valores de retorno de la inversión (ROI), especialmente cuando se consideran los efectos a largo plazo. Algunas vacunas tienen valores de ROI mucho más altos que otras. Los estudios han demostrado que las relaciones entre los beneficios de la vacunación y los costos pueden diferir sustancialmente: de 27:1 para la difteria/tos ferina, a 13,5:1 para el sarampión, 4,76:1 para la varicela y 0,68-1,1 :1 para conjugado neumocócico. Algunos gobiernos optan por subsidiar los costos de las vacunas, debido a algunos de los altos valores de ROI atribuidos a las vacunas. Estados Unidos subsidia más de la mitad de todas las vacunas para niños, que cuestan entre $ 400 y $ 600 cada una. Aunque la mayoría de los niños se vacunan, la población adulta de los EE. UU. todavía está por debajo de los niveles de inmunización recomendados. Se pueden atribuir muchos factores a este problema. Muchos adultos que tienen otras afecciones de salud no pueden vacunarse de manera segura, mientras que otros optan por no vacunarse por el bien de los beneficios financieros privados. Muchos estadounidenses tienen seguro insuficiente y, como tales, deben pagar las vacunas de su bolsillo. Otros son responsables de pagar altos deducibles y copagos. Aunque las vacunas generalmente generan beneficios económicos a largo plazo, muchos gobiernos luchan por pagar los altos costos a corto plazo asociados con la mano de obra y la producción. En consecuencia, muchos países se olvidan de proporcionar tales servicios. 
La Coalition for Epidemic Preparedness Innovations publicó un estudio en The Lancet  en 2018 que estimó los costos de desarrollar vacunas para enfermedades que podrían convertirse en crisis humanitarias globales. Se centraron en 11 enfermedades que causan relativamente pocas muertes en la actualidad y afectan principalmente a los pobres, que se han destacado como riesgos de pandemia:
- Fiebre hemorrágica de Crimea-Congo
- Chikunguña
- Ébola
- Fiebre de Lassa
- Enfermedad por virus de Marburg
- Coronavirus del síndrome respiratorio de Oriente Medio
- Infección por el virus de Nipah
- Fiebre del Valle del Rift
- Síndrome respiratorio agudo severo
- Fiebre intensa con síndrome de trombocitopenia
- Zika

Estimaron que costaría entre $ 2.8 mil millones y $ 3.7 mil millones desarrollar al menos una vacuna para cada uno de ellos. Esto debe compararse con el costo potencial de un brote. El brote de SARS de 2003 en Asia oriental costó 54.000 millones de dólares.

## Galería

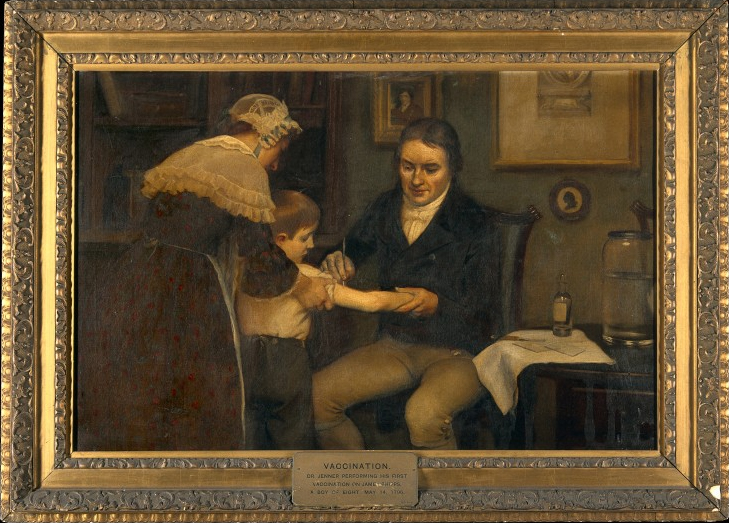
El Dr. Jenner realiza su primera vacunación sobre James Phipps, un niño de 8 años. 14 de mayo de 1796. Pintura de Ernest Board (principios del siglo XX)
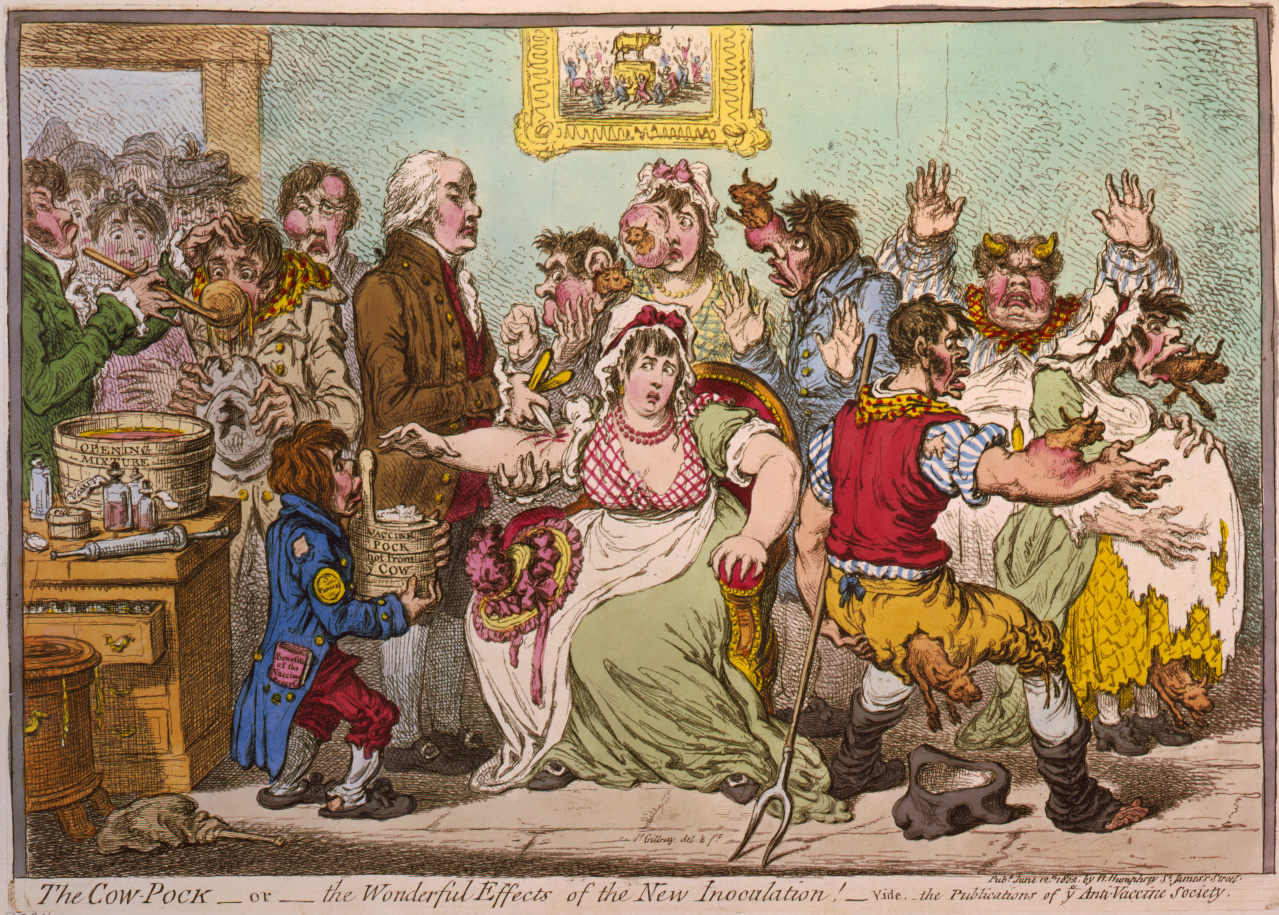
The Cow-Pock, de James Gillray, o ¡los maravillosos efectos de la nueva vacuna!, una caricatura de 1802 de pacientes vacunados que temían que les hiciera brotar apéndices parecidos a las de una vaca
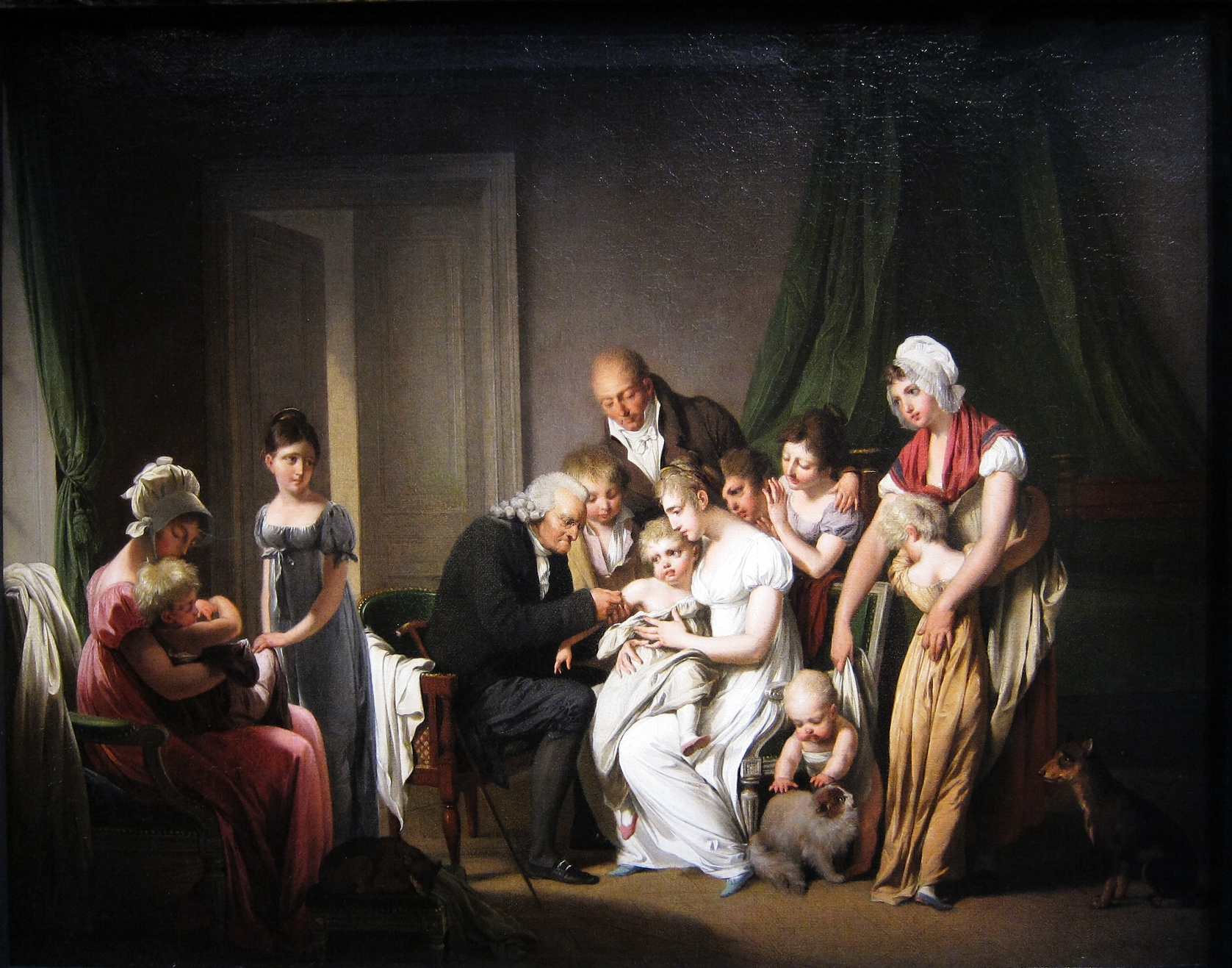
La vacuna o Le préjugé vaincu de Louis-Léopold Boilly, 1807
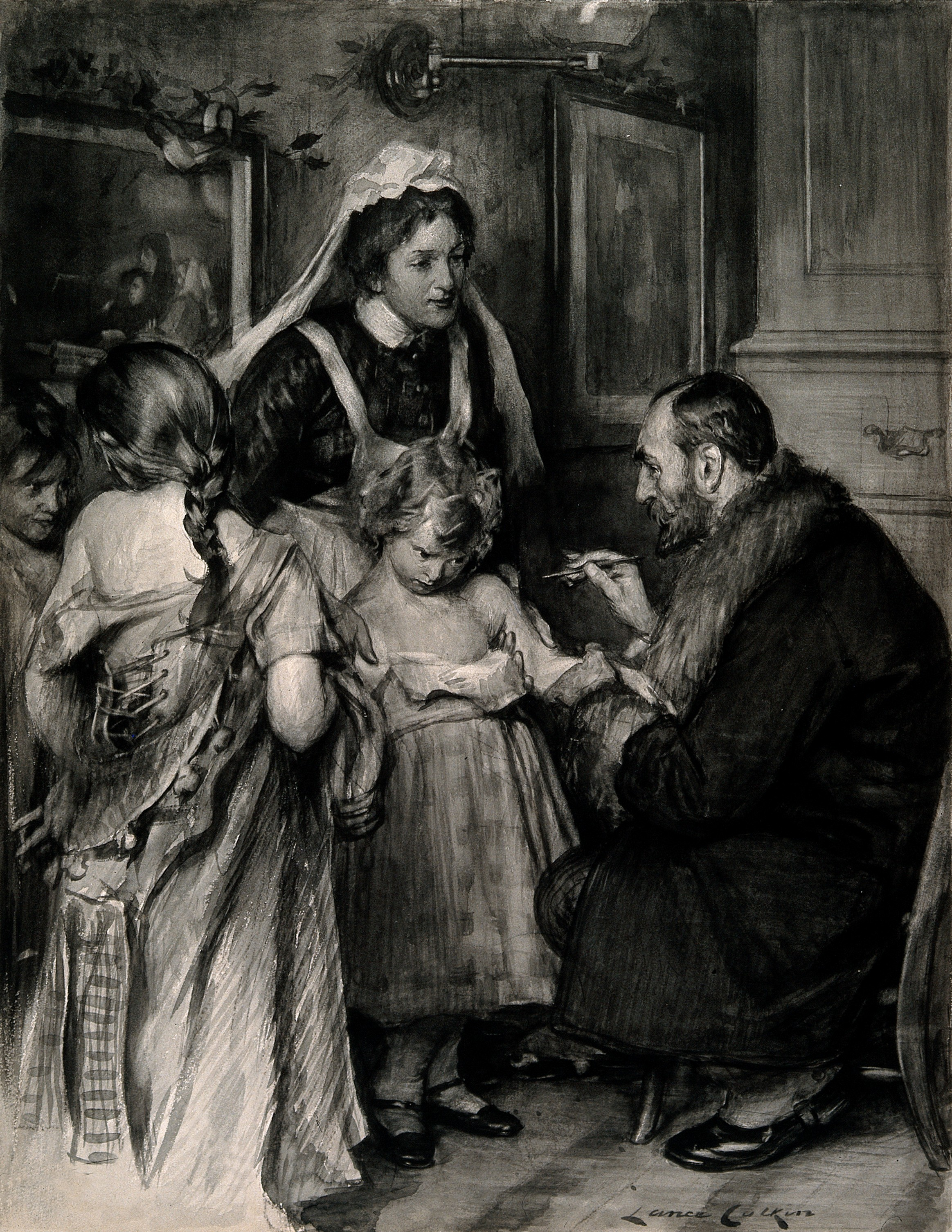
Un médico vacunando a una niña pequeña, otras niñas con blusas sueltas esperan su turno con aprensión por Lance Calkin
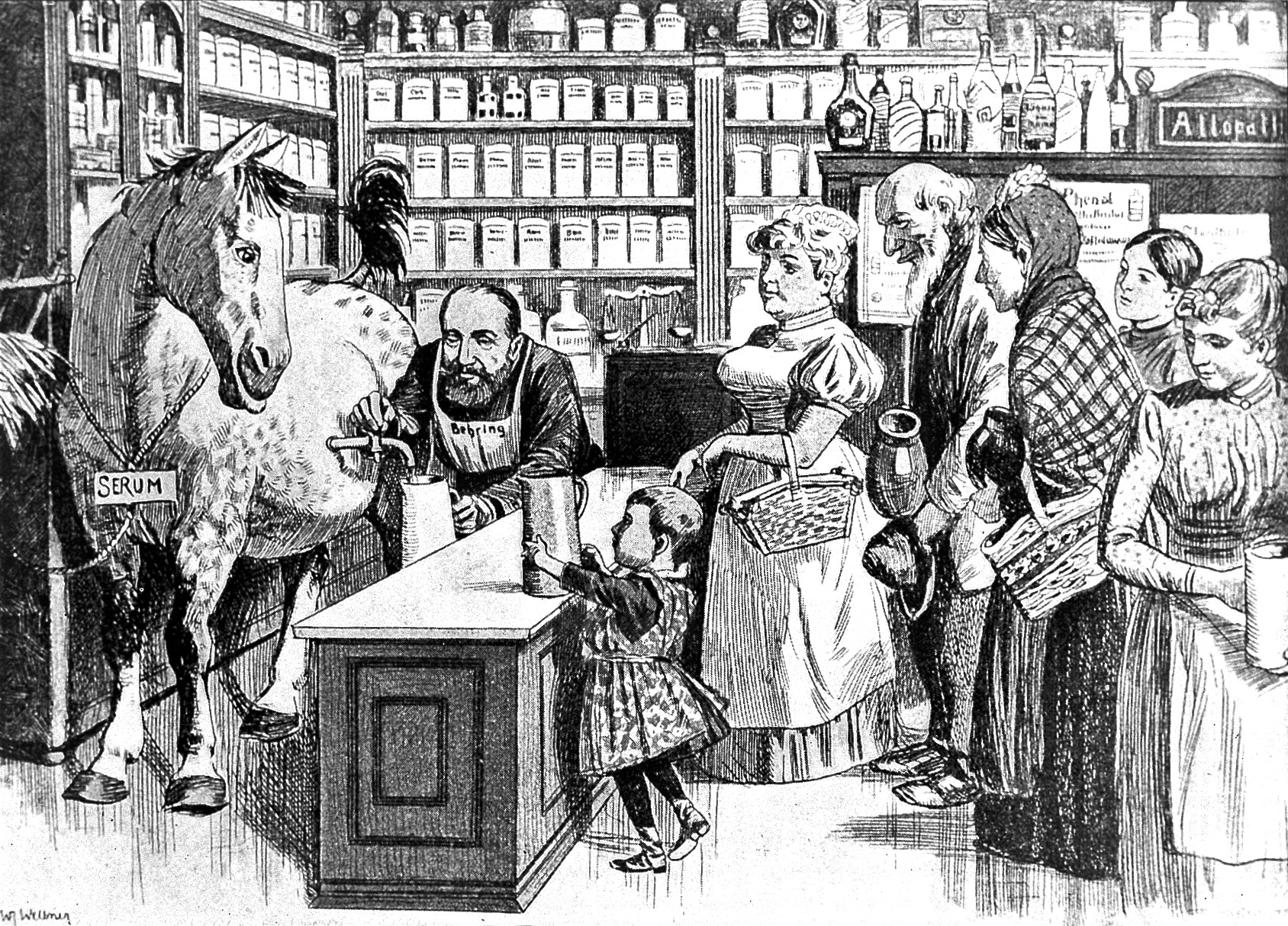
Caricatura alemana que muestra a von Behring extrayendo el suero con un toque.
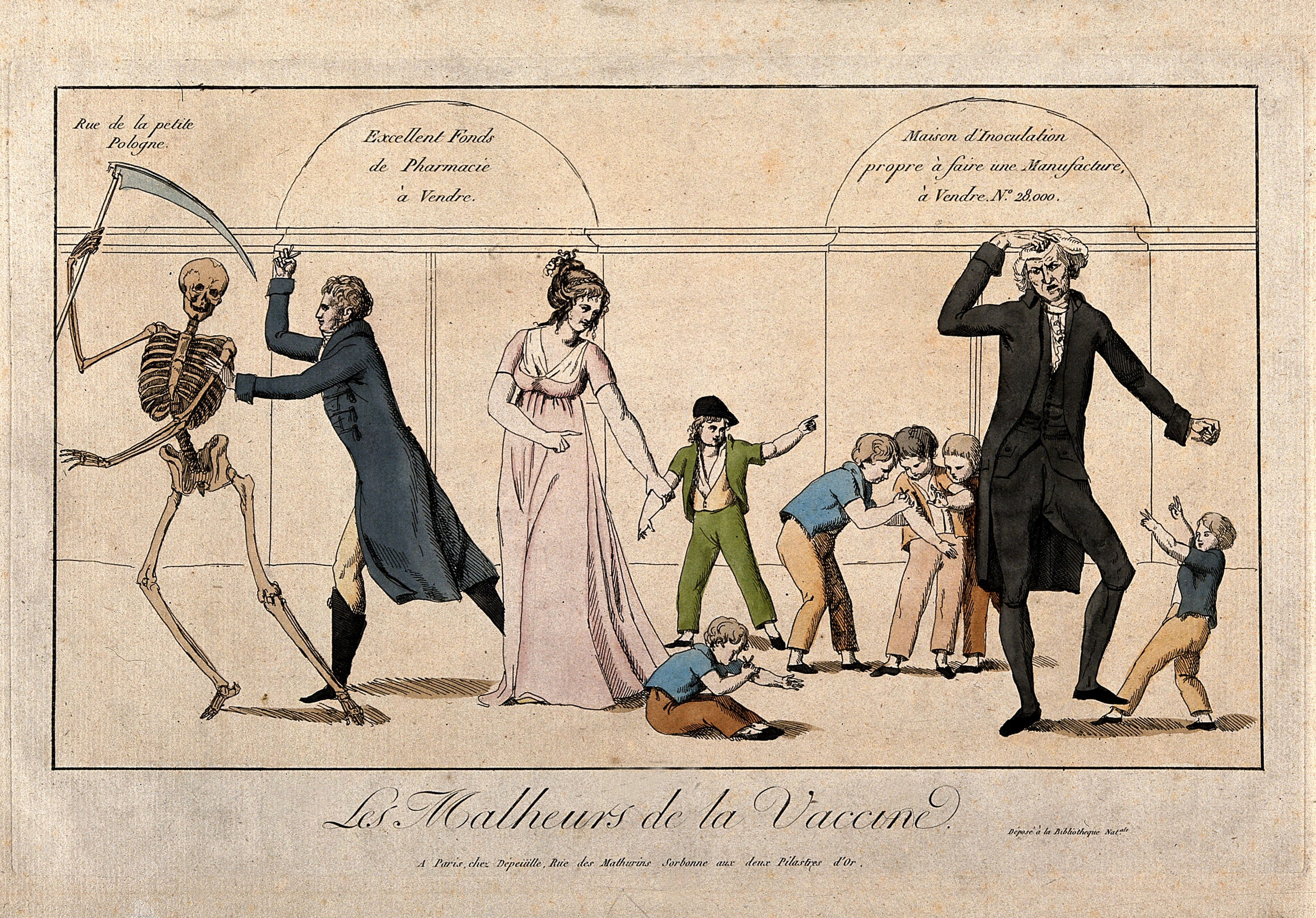
Les Malheurs de la Vaccine (La historia de la vacunación vista desde un punto de vista económico: una farmacia a la venta; un inóculo anticuado vendiendo su local; Jenner, a la izquierda, persigue un esqueleto con una lanceta)

## Otras lecturas
- Carroll, Aaron E. (17 de septiembre de 2015). «Not Up for Debate: The Science Behind Vaccination». The New York Times.
- Cole, Jared P.; Kathleen S., Swendiman (21 de mayo de 2014). «Mandatory Vaccinations: Precedent and Current Laws». Congressional Research Service.
- Largent, Mark A. (2012). Vaccine: The Debate in Modern America. Baltimore: Johns Hopkins University Press. ISBN 978-1-4214-0607-7.
- Williams, Gareth (2010). Angel of Death. Basingstoke: Palgrave Macmillan. ISBN 978-0230274716.
- Walloch, Karen L. (2015). The Antivaccine Heresy: Jacobson v. Massachusetts and the Troubled History of Compulsory Vaccination in the United States. University of Rochester Press. p. xii.